# اليساندرو اوسو
اليساندرو اوسو (بالإيطالية: Alessandro Osso)‏ (5 مايو 1987 في إيطاليا - ) هو لاعب كرة قدم إيطالي في مركز الوسط. لعب مع نادي أودينيزي وASD Celano Calcio ‏ وأوليمبيا كوليجيانا وASD Manzanese ‏ وPaganese Calcio 1926 ‏.